# 어떤 여름방학
《어떤 여름방학》은 1982년 8월 28일에 방영된 TV문학관이다.

## 줄거리
대학교 4학년인 영순(정윤희)은 방학 때 아르바이트로 돈을 벌어 학비를 충당한다. 영순이 이번 마지막 여름방학에 하게 될 일은 언뜻 이상하지만 150만원이나 되는 거금을 벌 수 있는 흔치 않은 기회다. 영순은 은성화학 회장(이낙훈)의 외아들 준호(송승환)를 만난다. 그녀가 해야 할 일은 준호의 옛 애인 지송미로 분장해서 그의 기억을 찾아주는 일인데...

## 출연
- 정윤희
- 송승환
- 한진희
- 이낙훈
- 사미자
- 선우용녀
- 이일웅
- 황범식
- 양영준
- 김병기
- 김희진
- 김보미
- 박승규